# Stéphane Mbia
Stéphane Mbia Etoundi (n. 20 mai 1986) este un fotbalist camerunez care joacă pe postul de mijlocaș defensiv sau fundaș.

## Titluri
Rennes
- Cupa UEFA Intertoto (1): 2008

Marseille
- Ligue 1 (1): 2009-10
- Trophée des Champions (2): 2010, 2011
- Coupe de la Ligue (3): 2009-10, 2010-11, 2011-12

Sevilla
- UEFA Europa League (1):2013–14

## Legături externe
- Stéphane Mbia la Soccerbase